# Admetula bayeri
Admetula bayeri is een slakkensoort uit de familie van de Cancellariidae. De wetenschappelijke naam van de soort is voor het eerst geldig gepubliceerd in 1976 door Petit.